# GOLDEN J-POP/THE BEST 南沙織
『GOLDEN J-POP/THE BEST 南沙織』（ゴールデン・ジェイポップ / ザ・ベスト みなみさおり）は、シンシア（南沙織）のベスト・アルバム。1998年11月21日発売。発売元はSMEJ。規格品番はSRCL-4414/5。

## 解説
CD帯のコピー：永遠に心に残る極上のPOPSをシンシアからあなたに!! 初CD化10曲収録!!97年の最新曲「初恋」を含むJ-POPの歴史的遺産!!南沙織を聴かずしてJ-POPを語るなかれ!!
1990年代後半に複数タイトルが発売されて以降シリーズ化した、「ゴールデン・J-ポップ」の南沙織篇である。CD-DA2枚組。20世紀中に発売された南沙織の非限定生産ベスト・アルバムは、本作が最後の作品である。収録楽曲の詳細は下記の通り。
- ディスク1は、1971年夏の歌手デビュー・シングル「17才」から1977年秋の24枚目のシングル「木枯しの精」まで、洋楽カバー「カリフォルニアの青い空」（1973年）1曲を除いたシングルレコードA面曲が発売順に収録されている。ただし、1曲目はシングル化されていない器楽曲。もともとは1973年秋のスタジオ・アルバム『20才まえ』（SOLJ-82）の「17才」の序曲として収められ、のちに別アルバムで単独化され「シンシアのテーマ」と名づけられた楽曲である。18枚目のシングルからは初回生産分でA面曲だった「ふりむいた朝」でなく、初回生産分以降A面扱いとなった「気がむけば電話して」が収録された。

- ディスク2は、1978年発売のシングルレコード全4枚から洋楽カバー「グッバイガール（A面の歌詞は日本語）」（1978年）1曲を除いたA面曲3タイトルと、シングルレコードB面曲とスタジオ・アルバム収録曲から選ばれた楽曲で構成されている。当時の最新シングル「初恋」（1997年7月21日発売：SRDL-4361）も初アルバム収録となった。また当時、一般発売商品ではCD化されていなかった楽曲が10曲、収録されている[2]。

歌詞ブックレットには、堤昌司（音楽ライター）によるライナーノーツと楽曲解説、藤沢和美の寄稿文のほか、1970年代に発売されたレコード盤のディスクジャケット写真や別カット写真も数点、掲載されている。音源は、SBM（SuperBitMapping）という、ソニーが持つ技術のフォーマットでリマスタリング収録されたため、既に前年に発売されていたキャンディーズや山口百恵らの本シリーズ同様、高音質になった。SBM（SuperBitMapping）については、CD帯や歌詞ブックレットの巻末で解説がなされている。

## 収録曲

### Disc 1
1. シンシアのテーマ（0:30）
  - 作曲・編曲: 筒美京平
2. 17才（2:46）
  - 作詞: 有馬三恵子、作曲・編曲: 筒美京平
3. 潮風のメロディ（3:29）
  - 作詞: 有馬三恵子、作曲・編曲: 筒美京平
4. ともだち（3:07）
  - 作詞: 有馬三恵子、作曲・編曲: 筒美京平
5. 純潔（3:01）
  - 作詞: 有馬三恵子、作曲・編曲: 筒美京平
6. 哀愁のページ（2:47）
  - 作詞: 有馬三恵子、作曲・編曲: 筒美京平
7. 早春の港（2:50）
  - 作詞: 有馬三恵子、作曲・編曲: 筒美京平
8. 傷つく世代（2:37）
  - 作詞: 有馬三恵子、作曲・編曲: 筒美京平
9. 色づく街（2:50）
  - 作詞: 有馬三恵子、作曲・編曲: 筒美京平
10. ひとかけらの純情（3:05）
  - 作詞: 有馬三恵子、作曲・編曲: 筒美京平
11. バラのかげり（3:13）
  - 作詞: 有馬三恵子、作曲・編曲: 筒美京平
12. 夏の感情（2:42）
  - 作詞: 有馬三恵子、作曲・編曲: 筒美京平
13. 夜霧の街（3:15）
  - 作詞: 有馬三恵子、作曲・編曲: 筒美京平
14. 女性（3:01）
  - 作詞: 有馬三恵子、作曲: 筒美京平、編曲: 高田弘
15. 想い出通り（2:34）
  - 作詞: 有馬三恵子、作曲: 筒美京平、編曲: 萩田光雄
16. 人恋しくて（4:22）
  - 作詞: 中里綴、作曲: 田山雅充、編曲: 水谷公生
17. ひとねむり（3:25）
  - 作詞: 落合恵子、作曲: 筒美京平、編曲: 林哲司
18. 気がむけば電話して（3:10）
  - 作詞: 中里綴、作曲: 田山雅充、編曲: 萩田光雄
19. 青春に恥じないように（3:30）
  - 作詞: 荒井由実、作曲: 川口真、編曲: 萩田光雄
20. 哀しい妖精（3:41）
  - 作詞: 松本隆、作曲: Janis Ian、編曲: 萩田光雄
21. 愛はめぐり逢いから（3:26）
  - 作詞: 岡田冨美子、作曲・編曲: 林哲司
22. ゆれる午後（3:31）
  - 作詞: 有馬三恵子、作曲: 筒美京平、編曲: 萩田光雄
23. 街角のラブソング（3:22）
  - 作詞・作曲: つのだひろ、編曲: 萩田光雄
24. 木枯しの精（3:10）
  - 作詞・作曲: 丸山圭子、編曲: 萩田光雄

### Disc 2
1. 春の予感 -I've been mellow-（3:08）
  - 作詞・作曲・編曲: 尾崎亜美
2. 愛なき世代（4:29）
  - 作詞: 松本隆、作曲: 木戸一成、編曲: 川村栄二
3. Ms.（ミズ）（3:53）
  - 作詞: 有馬三恵子、作曲・編曲: 筒美京平
4. いつか逢うひと（2:45）
  - 作詞: 有馬三恵子、作曲・編曲: 筒美京平
  - 3枚目のシングル「ともだち」（SONA-86215）片面
5. 素晴らしいひと（2:46）
  - 作詞: 有馬三恵子、作曲・編曲: 筒美京平
  - 4枚目のシングル「純潔」（SOLA-28）片面
6. 魚たちはどこへ（2:22）
  - 作詞: 有馬三恵子、作曲・編曲: 筒美京平
  - 6枚目のシングル「早春の港」（SOLA-74）片面
7. 美しい娘たち（2:54）
  - 作詞: 土橋正之、補作詞: 有馬三恵子、作曲・編曲: 筒美京平
  - 5枚目のシングル「哀愁のページ」（SOLY-7）片面
8. 純情（3:02）
  - 作詞: 有馬三恵子、作曲・編曲: 筒美京平
  - 6枚目のスタジオ・アルバム『傷つく世代』（SOLJ-63）収録
9. 素顔の朝（2:38）
  - 作詞: 有馬三恵子、作曲・編曲: 筒美京平
  - 7枚目のアルバム『20才まえ』（SOLJ-82）収録
10. 殉愛（3:16）
  - 作詞: 有馬三恵子、作曲・編曲: 筒美京平
  - 8枚目のスタジオ・アルバム『ひとかけらの純情』（SOLL-62）収録
11. 透き通る夕暮れ（2:50）
  - 作詞: 有馬三恵子、作曲・編曲: 筒美京平
  - 10枚目のシングル「ひとかけらの純情」（SOLB-90）片面
12. 粉雪の慕情（4:27）
  - 作詞: ちあき哲也、作曲・編曲: 水谷公生
  - 10枚目のスタジオ・アルバム『20才』（SOLL-112）収録
13. GET DOWN BABY（2:59）
  - 作詞: 安井かずみ、作曲・編曲: 筒美京平
  - 11枚目のスタジオ・アルバム『Cynthia Street』（SOLL-144）収録
14. 人のあいだ（3:08）
  - 作詞: 有馬三恵子、作曲・編曲: 筒美京平
  - 14枚目のシングル「女性」（SOLB-206）片面
15. おはようさん（2:56）
  - 作詞: 小原弘亘、作曲: 奥村貢、編曲: 萩田光雄
  - 17枚目のシングル「ひとねむり」（SOLB-336）片面
16. PEOPLE TALK（輝く瞳）（3:13）
  - 作詞: J.IAN、訳詞: 中里綴、作曲: J.IAN、編曲: 萩田光雄　
  - 15枚目のスタジオ・アルバム『ジャニスへの手紙』（25AH-134）収録
17. Good-bye My Yesterday（4:10）
  - 作詞: 竜真知子、作曲・編曲: 林哲司
  - 21枚目のシングル「愛はめぐり逢いから」（6SH-100）片面
18. アリスの世界（3:53）
  - 作詞: 有馬三恵子、作曲: 筒美京平、編曲: 水谷公生
  - 16枚目のスタジオ・アルバム『午後のシンシア』（25AH-160）収録
19. 黄昏ドライブイン（3:35）
  - 作詞・作曲: つのだひろ、編曲: 萩田光雄
  - 17枚目のスタジオ・アルバム『Hello!Cynthia』（25AH-273）収録
20. つぶやき（3:11）
  - 作詞・作曲: 丸山圭子、編曲: 萩田光雄
  - 24枚目のシングル「木枯しの精」（6H-239）片面
21. シンプル・シティー（3:02）
  - 作詞: 有馬三恵子、作曲: 筒美京平、編曲: 萩田光雄　
  - 19枚目のスタジオ・アルバム『Simplicity』（25AH-553）収録
22. 初恋（4:41）
  - 作詞: 山本次郎、補作詞: 夏実唯、作曲: 山本次郎、編曲: 梅垣達志

## 関連作品
2枚組以上のベスト・アルバム、CD-BOX
- 南沙織デラックス
- Best of Best 南沙織のすべて
- シンシアのハーモニー
- シンシア・ラブ
- THE BEST / 南沙織 -1978年11月版-
- THE BEST / 南沙織 -1979年11月版-
- 南沙織ベスト Recall 〜28 SINGLES SAORI + 1〜
- Cynthia Memories
- CYNTHIA ANTHOLOGY
- GOLDEN☆BEST 南沙織 筒美京平を歌う
- ドーナツ盤型12cmCDコレクション
- Cynthia Premium
- GOLDEN☆BEST 南沙織 コンプリート・シングルコレクション
- ゴールデン☆アイドル 南沙織
- CYNTHIA ALIVE